# 壁架

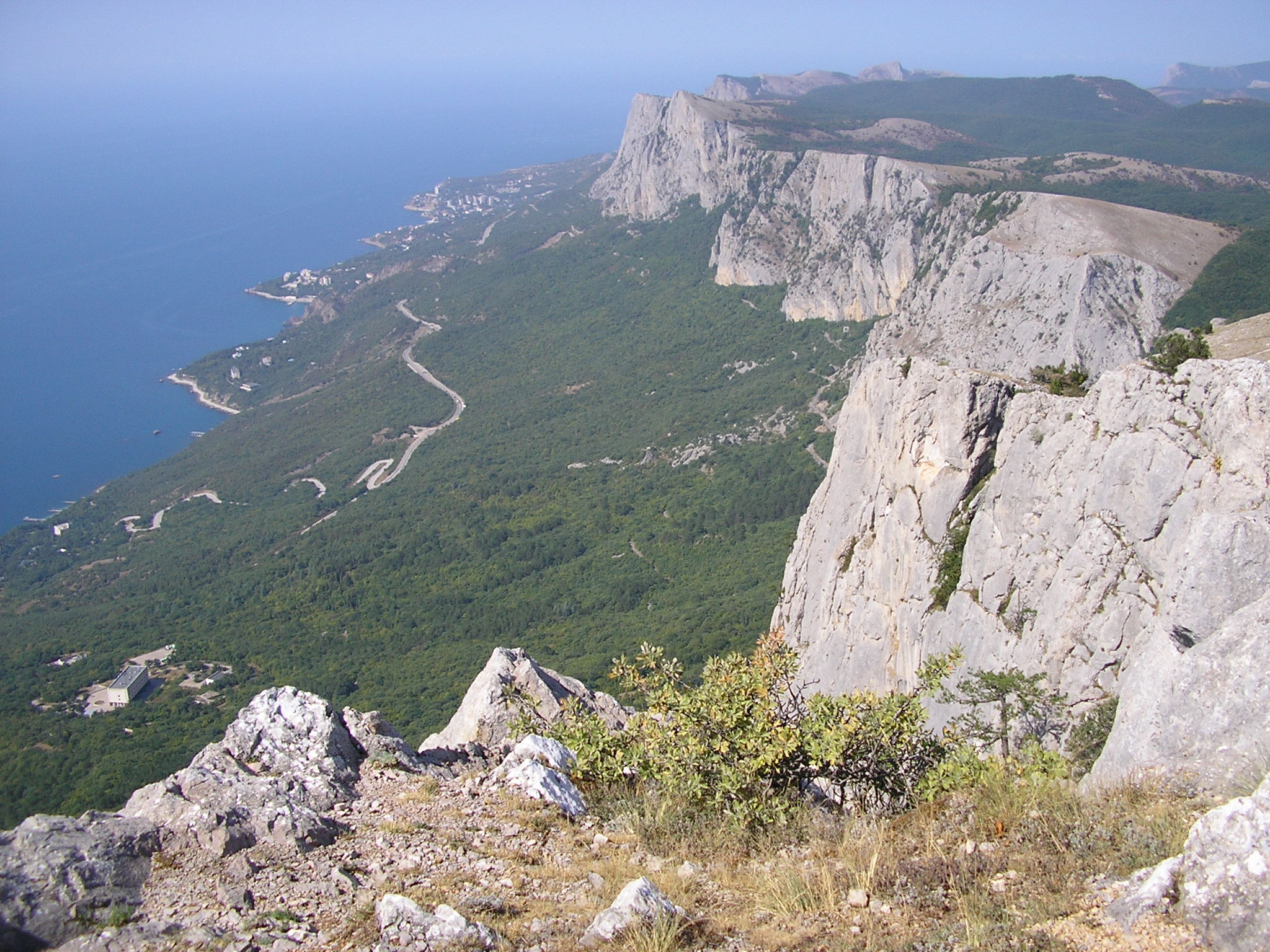
艾-彼得利亚壁架

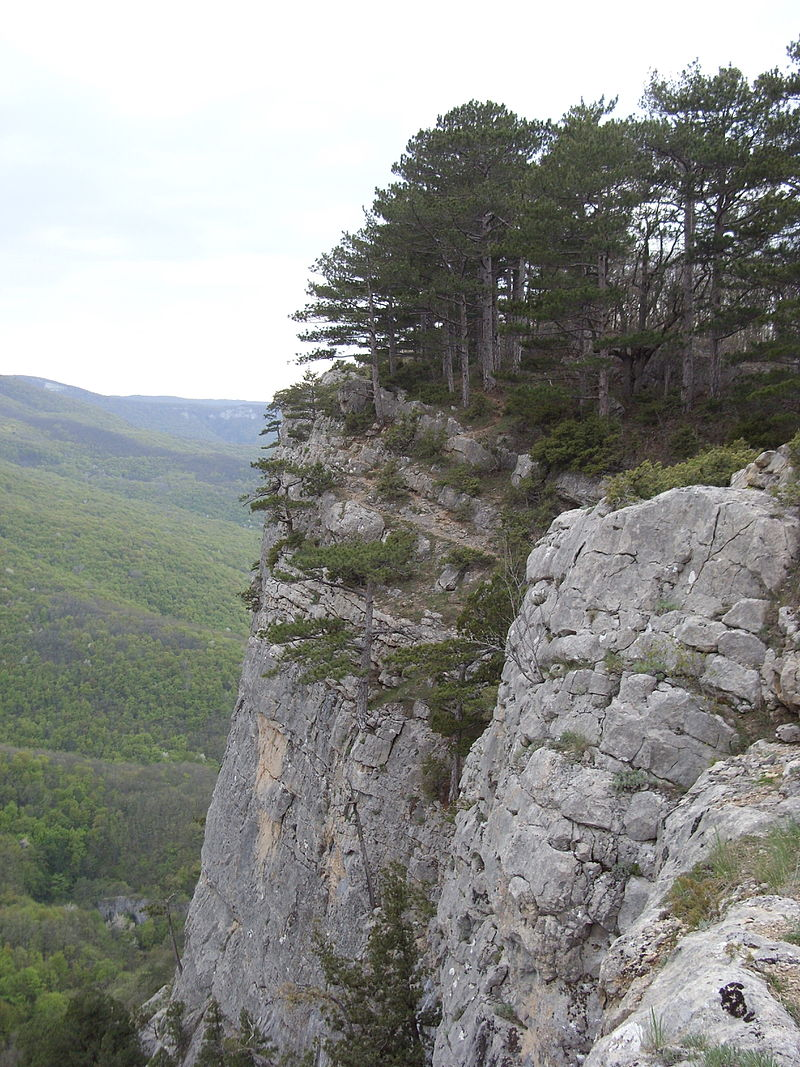
克里米亚山脉亚伊拉壁架.

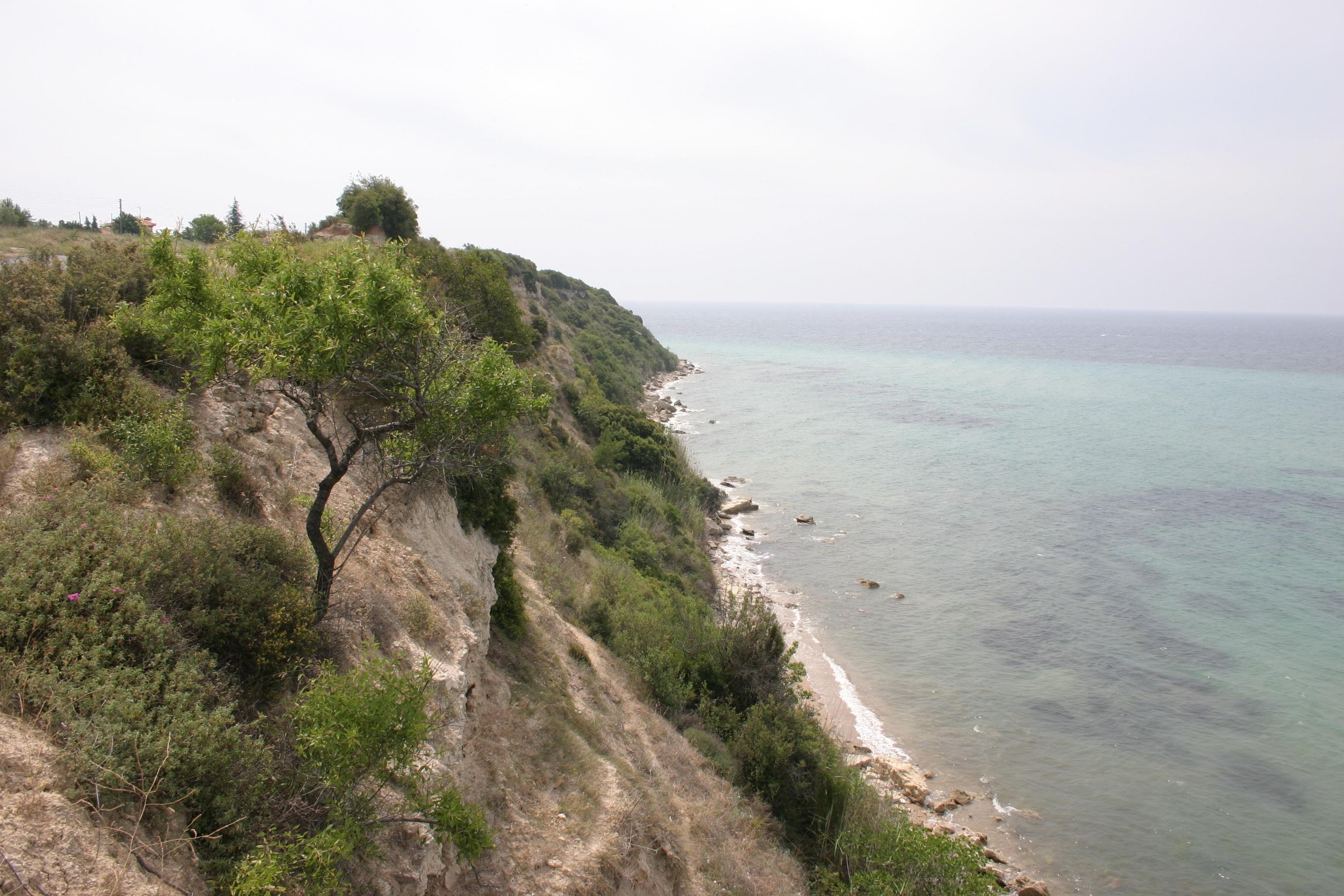
沿海壁架

壁架（Ledge）是一道陡峭的山崖，有时也指地表上分别位于不同高度上的相邻断层。一般由坚硬的岩石、粘土构成，很少为沙土。
褶皱壁架-断层一侧高耸，其地势显示为带有陡坡的不对称山岭，如亚洲的费尔干纳山脉。

## 示例
沿海地带（见照片）
其它示例：
- 贝尔康斯壁架-将美国德克萨斯州爱德华高原与墨西哥湾沿海平原分隔开。
- 乌克兰克里米亚山脉亚伊拉壁架

## 另请参阅
- 台地
- 大陡崖
- 悬崖